# السلاطنية
السلاطنية قرية تابعة إداريا إلى ولاية سيدي بوزيد, وتقع على الطريق الوطنية 3.